# Kazimierz Obertyński
Kazimierz Obertyński (7. července 1840 Storonybaby – 16. května 1926 Storonybaby) byl rakouský politik polské národnosti z Haliče, na počátku 20. století poslanec Říšské rady.

## Biografie
Byl šlechtického původu. V červenci 1905 se uvádí jako čerstvě zvolený poslanec Haličského zemského sněmu.
Působil také coby poslanec Říšské rady (celostátního parlamentu Předlitavska), kam usedl ve volbách do Říšské rady roku 1907, konaných poprvé podle všeobecného a rovného volebního práva. Byl zvolen za obvod Halič 63. Rezignoval již 22. října 1907. Do parlamentu pak místo něj usedl Władysław Dębski.
V době svého působení v parlamentu se uvádí jako velkostatkář. Byl statkářem v obci Storonybaby.
Uvádí se jako polský národní demokrat, kteří byli ideologicky napojeni na politický směr Endecja nebo jako polský konzervativec. Po volbách roku 1907 byl na Říšské radě členem poslaneckého Polského klubu.